# Isabelle Bricard
Pour les articles homonymes, voir Bricard.
Isabelle Bricard est une historienne française.

## Biographie
Isabelle Bricard publie en 1985 un ouvrage sur l'éducation des jeunes filles au XIXe siècle, intitulé Saintes ou pouliches, expression empruntée à George Sand. Dans un compte-rendu publié dans la revue spécialisée Histoire de l'éducation, Martine Sonnet souligne que le champ d'étude de ce livre est en fait réduit aux jeunes filles de la bonne société parisienne, surtout vues à travers le prisme, déformant, de sources littéraires. Elle relève aussi des approximations. Dans un bilan historiographique postérieur d'une vingtaine d'années, l'historienne Rebecca Rogers, elle-même spécialiste du sujet, considère que « même si l’auteur a exploité en partie les archives départementales de la Seine, son maniement des sources est souvent fait sans grande distance, produisant une image quelque peu caricaturale de l’enseignement féminin au XIXe siècle ».

## Publications
- Saintes ou pouliches : L'éducation des jeunes filles au XIXe siècle, Paris, Albin Michel, 1985, 352 p. (ISBN 978-2-226-02234-9)[1],[2]
- Moi, Léon, fils de l’empereur (roman), Paris, Albin Michel, 1988 (lire en ligne).
- Dictionnaire de la mort des grands hommes, Paris, Le Cherche-Midi, 1995 (réimpr. 2013) (ISBN 2-86274-391-7)[3].
- Les Dynasties régnantes d'Europe, Paris, Perrin, 2000, 363 p. (ISBN 9782262016890, lire en ligne).
- Napoléon, Joséphine et les autres, Paris, Larousse, 2009, 318 p. (ISBN 978-2-03-584195-7).